# Americium(IV)-fluorid
Americium(IV)-fluorid ist ein Fluorid des künstlichen Elements und Actinoids Americium mit der Summenformel AmF4. In diesem Salz tritt Americium in der Oxidationsstufe +4 auf.

## Darstellung
Die Synthese von Americium(IV)-fluorid läuft über die oxidative Fluorierung von Americium(III)-fluorid.
{\displaystyle {\ce {2 AmF3 + F2 -> 2 AmF4}}}

## Eigenschaften
Americium(IV)-fluorid ist eine schwach rosafarbige Ionenverbindung bestehend aus Am4+- und F−-Ionen. Es kristallisiert im monoklinen Kristallsystem in der Raumgruppe C2/c (Raumgruppen-Nr. 15) mit den Gitterparametern a = 1249 pm, b = 1047 pm, c = 820 pm und β = 126,1°, sowie zwölf Formeleinheiten pro Elementarzelle. Seine Kristallstruktur ist isotyp mit Uran(IV)-fluorid.